# ウルトラマンブレーザー
『ウルトラマンブレーザー』は、2023年7月8日から2024年1月20日までテレビ東京系列にて放送された円谷プロダクション制作による特撮テレビドラマおよび劇中に登場する巨大変身ヒーローの名称。キャッチコピーは、「俺が行く。」。

## ストーリー
1966年、世界各国は世界中で発生する怪獣災害に対処するため、地球防衛隊GGFを設立、それから半世紀ほどが過ぎた現在。ある夜、日本に宇宙甲殻怪獣 バザンガが飛来。難航する防衛隊の掃討作戦のさなか、ヒルマ ゲント率いる特殊部隊が絶体絶命の危機に陥った。
その時、ゲントの左腕に閃光が走り、眩い光とともに謎の巨人が現れる。それは何十年もの間に渡り、宇宙飛行士たちの間で噂されていた未確認大型宇宙人、コードネーム「ウルトラマン」であった。
バザンガを撃破したウルトラマン = ゲントはその後、司令部に呼び出される。ゲントは地球防衛隊日本支部参謀長であるハルノ レツより、秘密裏に組織された特殊怪獣対応分遣隊SKaRD（）の隊長就任の辞令と先のバザンガ戦で出現した「ウルトラマン」が人類にとって敵であるのか否かを身定める任務を言い渡された。
ゲントは脳裏に浮かんだヴィジョンからウルトラマンに「ブレーザー」のコードネームを与えた。

## 登場人物

### SKaRD隊員
ヒルマ ゲント
本作の主人公。漢字表記は「比留間 弦人」。30歳。SKaRD隊長。階級は3等特佐。「俺が行く」が口癖で、隊員には「下の名前かあだ名で互いを呼び合う」という指示を下すなど、最前線で自ら活躍する、飄々としているが頼りがいのある人物。右こめかみを揉みながら考える癖がある。同い年の妻・サトコと7歳の息子・ジュンの3人家族。
少数精鋭で編成された第1特殊機動団 第1大隊 第1中隊の隊長を務めていたが、新設されたSKaRDの隊長に任命された。
- シリーズで初めて30代の男性で対怪獣チームの隊長が主人公を務める。隊長は、戦闘が始まると一人になれるし、全体を見渡す立場でもあり、ウルトラマンであったとしても一番気付かれにくいのは隊長なのではないかと思い、逆に隊員がウルトラマンであると、隊長が気付かないのはおかしくないかということ、防衛隊と上層部が出てくることから、板挟みになるのは隊長であり、一番描いていて面白いとのは隊長であると気付いたため、隊長の立ち位置や年齢を考えると、妻子もあり、他の4人の隊員たちはその隊長を困らせる役でもある。通常であれば、ウルトラマンになりそうなルーキー、腹を割らない女性隊員、頼りになる副隊長、筋肉自慢ではあるがヒロインのような子がいて、そこから逆算して、隊長が主人公となった。

アオベ エミ
諜報・戦闘任務を担当する23歳の女性隊員。漢字表記は「蒼辺 恵美」。階級は2等特尉。マサチューセッツ工科大学 工学部 電気工学科を17歳にして飛び級で卒業した天才で、各国の作戦に特殊部隊の諜報部員として参加していた経験を持つ。それゆえ若くして世界の裏の部分に触れてきており、そのことから政府も人も基本的には信用しておらず、とっつきやすく、明るい性格に見えるが、潜入捜査のスキルとして身につけている可能性が高いため、その真実の顔は不明である。優れた身体能力、趣味のコスプレと愛想の良さを活かし、さまざまな調査対象者ないしは調査対象施設の関係者になりすまして、情報収集と敵状解明を行うため、単独行動を取ることが多い。そのため、身辺に危険が生じるケースが多いことから、自身の保全を図るために高度な格闘術を身につけている。
バザンガ掃討作戦では、情報本部情報総合部隊員として任務を遂行し、バズーカで特殊弾頭をバザンガの鼻の穴に撃ち込み、ブレーザーを支援した。また、ハルノからの信頼も厚く、ゲントが初めてSKaRDの候補者たちに接触した際には、その補佐役を担っている。
父親のアオベタツキは宇宙装備研究所 第66実験施設の主任研究員でワームホール実験の責任者であり、20年の歳月を費やしてアメリカから運搬された巨大なワームホール発生装置の残骸を復元したが、3年前の起動実験の直後に装置が制御不能となってその犠牲となる。そして、現在でタツキが遺した実験に関する手記を手に入れ、「V99」の真実へと近づくが、その手記をドバシに奪われてしまう。

バンドウ ヤスノブ
アースガロン操縦手を担当する25歳の元木更津基地 第2輸送航空隊 第402飛行隊の輸送機パイロット。漢字表記は「坂藤 泰信」。階級は3等特尉。兵庫県出身で関西弁を喋る。機械や兵器の開発と整備が得意で、SKaRDに一足先に異動し、アースガロン開発に従事していた。行きつけのコインランドリーの乾燥機に「クルル」と名付けるなど、気にいったメカや機械に名前を付けて話しかける癖がある。思ったことを口にして周囲を引かせることがあるが、そこに裏表や嫌味といったものはなく、頼まれごとを断れない人懐っこい愛されキャラで、頼りになる男。アンリには戦闘訓練で敗北したものの、人並み以上の戦闘力を持つ。射撃の名手で、趣味はあやとりを嗜むこと。
- 当初は標準語で喋っていたが、第3話の冒頭で、アースガロンのスペックをヤスノブが説明するシーンの撮影に入る前の読み合わせで、梶原がそのセリフに手こずっていた際に、田口からの要望で自分の言葉で自分の筋肉について説明するよう指示があり、素で関西弁が出てしまったため、関西弁を喋るキャラに変更された。

ミナミ アンリ
アースガロン操縦手を担当する26歳の女性隊員。漢字表記は「美南 杏梨」。階級は2等特尉。ゲントと同様に地球防衛隊高等工科学校からの叩き上げで、元は東馬駐屯地に配属されていた。徒手格闘に長けており、車いじりが得意。地球防衛隊日本支部 第1師団 第1空挺団の普通科（歩兵）の任務に長く付いていたが、特殊部隊に入ることを目標としており、SKaRDのルールである「自分たちで作戦を立案し、自らが実行する」というのに感動しており、最新鋭の特殊部隊を目にした際には興奮を抑えきれない様子であった。一通りの格闘術は地球防衛員の基本としてこなすが、空手に関しては特にずば抜けた才能を発揮し、生身の戦闘は総じて得意である。SKaRD配属後は隊長であるゲントの自由で独特なノリと、それまでの防衛軍人生で体に染みついている慣習とのギャップに困惑の色を隠せない中、彼らとのチームワークに触れ、自分の本来の能力を目覚めさせていく。重量上げを特技としており、性格は朴訥で生真面目。
以前よりゲントの名前は知っており、SKaRDへの入隊をゲントから直々に知らされた際には、感激のあまりに書類をゲントの背中を台座代わりにサインするなど、天然で憎めないところがある。極度の虫嫌いであるが、初陣の相手である虫に酷似した怪獣であるタガヌラーに果敢に挑んで、その撃滅に貢献している。それまで人命救助活動や後方支援がメインであり、成果を初戦にもかかわらず残せたのは、アースガロン操縦の才能があったものと推察される。
- オーディション段階では、内藤の特技が格闘技、趣味が筋トレであることを推しており、空手については触れていなかったため、アンリの初登場シーンでは筋トレをフィーチャーして防衛隊のトレーニングルームでベンチプレスをしてるシチュエーションであったが、出演が正式に決まってから、空手をやっていることを会話の端々で田口に伝えていたため、衣装合わせの際に空手道場に変更となった。

ナグラ テルアキ
SKaRD副隊長兼作戦参謀を務める29歳の元一般部隊 火力誘導員。漢字表記は「名倉 輝明」。階級は1等特尉。池袋でのバザンガ掃討作戦では第1師団 第1普通科連隊で火力誘導員の任務にあたっており、その冷静な戦況分析で、地上部隊指揮官の磯崎に作戦続行の意見具申をしたことなどの手腕を買われ、SKaRDに配属された。怪獣個々の習性などの怪獣生物学に精通し、収集・精査した、あらゆる情報から、作戦を立案する。規律を重んじる一方で、天然な一面もある。

### GGF日本支部
ハルノ レツ
SKaRDを創設した日本支部司令部参謀長。漢字表記は「榛野 烈」。56歳。ゲントたち各隊員も自身が選んだ。犬好きの一面も持つ。エミの父であるタツキとは親友であった。

ドバシ ユウ
第14話から登場。漢字表記は「土橋 祐」。元日本支部長官。すでに退役している立場であるのにもかかわらず、岐阜にある最高機密の宇宙装備研究所第66実験施設を管理している。
施設での事故の際には第1特機団の隊長で要人身辺警護中であったゲントたち特殊部隊に救い出されていた。

## 本作のウルトラマン

### ウルトラマンブレーザー
ゲントがブレーザーストーンをブレーザーブレスに装填することで変身するウルトラマン。地球から4億4,100万光年離れた巨大楕円銀河・M421の中心にある天体・ブレーザーからやってきた光の巨人で、ゲントと何らかの要因で融合しているが、その価値観や思考は一切の謎に包まれている。
宇宙飛行士たちの間で何十年も前から噂されている未確認の50メートル級宇宙人のコードネームから「ウルトラマン」と呼ばれる。「ブレーザー」という名称はゲントが命名したもので、ゲント本人もなぜそう思ったのかは不明だが、後の回想でブレーザーと初めて対面した際にゲントが感じ取った、準恒星天体「クエーサー」の一種で、巨大楕円銀河の中心にあるブラックホールをエネルギーとして輝くブレーザーの光を思わせるものだったことと意味づけた。
左右非対称の体のラインやクリスタルが特徴的で、カラータイマーが地球上での活動のリミットを告げる。
祈りを何者かに捧げる原始的な儀式のような独特の動きを戦闘前に見せる。荒々しく原始的な動きで怪獣と交戦し、ゲントの持つ特殊部隊戦闘術（素早い連続攻撃）とブレーザーの力を合わせることで、さらなる力を発揮する。
独自の人格を明らかに持っており、何かをゲントに伝えようと試みている節があるが、言葉を一切発しないことから、意思の疎通は困難を極めており、円滑にコミュニケーションをとることは未だにできないが、ゲントと同様に命を守りたいという意思はある模様。
3年前に地球防衛隊宇宙装備研究所にて行われたワームホールの実験が失敗したことで、時空の裂け目がM421と繋がってゲントと一体化し、現在でゲントが人命を救うために行動したときにその意志の力によって覚醒する。

#### 制作・演出
従来のM78星雲とは全く異なる星の存在、完全に今までの作品とはユニバースを分け、何の繋がりもない存在にするため、ウルトラの星とは全く異なる星で、ウルトラマンのような種族が棲んでいるが、ウルトラの星よりも少し原始的な文明で、巨大な怪獣を狩りしながら暮らし、倒した怪獣の甲羅や骨で武器を作るという文化を持った、歴史上初めて観測されたウルトラマンということとなった。
ハードSFでありたい、ということから、なり立ちや場所も全く異なるどこかの星の宇宙人が、日本語どころか地球の文化や言語を理解できるわけがないため、喋らないこととなった。
「ウルトラマンというものを宇宙人としてリアリティを突き詰めたい」という話を、田口、殺陣師の寺井大介、スーツアクターの岩田栄慶の三人でしており、従来であれば声優が声を当てるが、本作では喋らないことから、『ウルトラマンZ』の際に岩田が「ウルトラマンボイスを一回でいいからやってみたい」という話をしていたため、スーツアクターの岩田自身がブレーザーの声を務めることとなり、巻き舌や祈りのポーズも岩田本人のアイデアである。
ゲントが左利きでブレーザーが右利きというのは、たまたま蕨野が左利きであったからそうなっているだけであったが、それをブレーザーの左右非対称の姿であることにも紐づけることとなり、左右がどちらかの意識ということははっきり設定していないが、一切喋らないウルトラマンといかにコミュニケーションを取るかと考えた際に、色が左右で異なる姿ということを利用することとなった。
レインボー光輪やチルソナイトソードといった、タイプチェンジと異なる強化が行われている。田口はタイプチェンジ廃止を受け入れて貰った代わりに、倒した怪獣を武器にする案を出したがそれは駄目と言われたため、結果的に前述のような強化が行われることになった。

#### デザイン
田口は余計な装飾が付いておらず、ツノと身体の模様が少し異なるくらいでありたかったが、『シン・ウルトラマン』が直前にあったため、あそこまで削ぎ落されると、並大抵の削ぎ方では敵わない。そこで削いだりすることはいったん忘れ、初めて人類が見る巨大宇宙人としてやることとなった。
従来のウルトラマンは、ウェットスーツの縫い目をないものとして扱ってはいるが、スーツをスーツらしく見せないデザインに挑戦するために、縫製ラインやチャックは明らかにあることから、縫製ラインがデザインに沿うような形状にし、屈むとシワが腹にできてしまうのを、細かくパーツ分けすることでシワを目立たせないように組み込んだ継ぎ目のないウルトラマンにすることとなった。M78星雲出身ではないことからマサイの戦士をイメージしてデザインし、『ウルトラマンジード』に登場したウルトラマンベリアル アトロシアスのように、上から背骨のようなディテールを被せる形にするなど、そういったバレを、片端から潰して回ろうとし、加えて、発光部分を増やしたいということとなり、本来は黒と銀のみのシンメトリーでシンプルなキャラクターだが、赤と青のラインは後からついた傷跡のような解釈でデザインし、身体のパーツ分けに沿わない形で走っており、顔面のクリスタルも昔バッサリと負った傷から噴き出したエネルギーがカサブタになったという解釈となっている。
骨格が素体として一部剥き出しになっている生物を想定して、ウルトラマンのようなラインがその身体の上に走っていると考え、ハンターならではの生い立ちや歴史を物語る化粧のようなコンセプトとして考え、民族的模様のトライバルタトゥーのようなイメージだが、地球人のように染料を染み込ませているわけではなく、身体に何らかの光のエネルギーを纏わせているとしている。そのため、変身バンクでは一回目では身体に何も模様がないが、二回目では広がった赤と青のリボンが閉じていき、三回目で身体にそれが貼りつくという構成になっている。

#### 形態
ファードランアーマー
ゲントがファードランストーンをブレーザーブレスに装填することで、ブレーザーがファードランと一体化して誕生したアーマー形態。胸部と右腕に炎型の鎧を纏い、チルソナイトソードを変化させたチルソファードランサーによる数々の炎の技を操る。

#### アイテム・武器
ブレーザーブレス
ゲントが持つ変身アイテム。守りたいもののために強く力を欲し、それをブレーザーが正義の行動と認知した時、左腕に実体化し、ブレーザーストーンに強く願いを込めながら装填すると、ブレスが展開し、ブレスのボタンを押すと、まばゆい光を放ちながらウルトラマンブレーザーと一体化し、巨大化する。
- 企画書では「スパイラルプラグ」という名称であった。監督の田口からは「遺伝子の螺旋構造」というキーワードが出ており、「小型」「有機的」「新しいギミック」「玩具っぽくない」という他のキーワードから、任意のパターンでLEDを点灯させ、文字やアニメーションを回転によって表現する技術である「バーサライタ」を使った、片腕もフリーとなり、スマートに見せられるブレスとなった。
- 「遺伝子の螺旋」というキーワードから、動脈と静脈、赤と青の二重螺旋のようなイメージがあり、ブレーザーのデザインも固まっていたため、そのボディからラインを拾っている。有機的で自然発生的なもの、というのがキーワードとして提示されていたため、隕石や鉱物のようなイメージもあったが、それだけでは地味になるため、青い透明感のあるクリスタルカバーを付けている。

ブレーザーストーン
ゲントが普段ポケットに忍ばせている強大なエネルギーが漲った円盤状の結晶体。
- メダルとなったが、従来のように「メダル」とは呼びたくなかったため、あえて「ストーン」という呼び方にして、シルエットとしてウルトラマンのエネルギーが結晶になっているものとなった。
- 高い価格帯であったガッツハイパーキー、安価の紙製のカード、その次に来る作品として「モノとしてのある程度のクオリティも楽しめて見栄えも良いが、そんなに高くない」というものにしたかったため、監督の田口から貰った「なるべくコンパクトで、実在感があるもの」というお題から、「宇宙のどこかに実在する鉱物」のイメージを、メダルのように定形で集めやすいシルエットに落とし込んでいる。ざらざらの加工を表面に入れて実在感、鉱物感を表現しつつ、クリアパーツを絵柄の上からかぶせることで見た目を表現している。田口からはそのままキャラクターの絵をシールで貼ったりするのはやめ、立体にしてほしいというリクエストがあったため、半立体で絵柄の部分を表現しつつ、キラキラしたホロ柄のホットスタンプで装飾することで派手さを加えている。絵柄は昭和ウルトラシリーズのオープニングで使用されている影絵をヒントにしている。
- 玩具オリジナル要素として、歴代ウルトラマンや怪獣のストーンがコレクションアイテムとして販売され、ブレーザーブレスにセットするとそれぞれ異なる発光パターンと音声が鳴るギミックが存在する。

ニジカガチストーン
ブレーザーがニジカガチの額から弾け飛んだ虹を掴んだ際に形成されたストーン。
ガラモンストーン
ブレーザーがゲバルガに突きささったガラモンのうろこやガラダマから地球防衛隊特殊装備研究所によってチルソナイトが採取され、それをもとに作られた長さ20メートル級の槍で、アースガロン用の兵装・チルソナイトスピアを掴んだ際に加工して形成されたストーン。
チルソナイトソード
ブレーザーブレスにガラモンストーンを装填すると放電が発生し、チルソナイトスピアが赤熱化して変化した刀剣。柄の上にあるレバーを操作することで刀身と柄の間に装着されているガラダマが回転し、電撃をはじめとするさまざまな必殺技が操作回数によって発動する。
チルソファードランサー
粉砕されたチルソナイトソードに代わって、チルソナイトスピアから新たに生成した新生チルソナイトソードの柄頭に、ファードランの翼のような炎の刀身が加わって誕生したウルトラマンブレーザー ファードランアーマー専用の炎の双刃の槍。多様な必殺技をレバーを弾く回数に応じて放つ。

#### 技
スパイラルバレード
右手から発生させた二重螺旋から成る光の槍を投てきする必殺技。敵に槍のような使い方でとどめを刺すほか、光の繭状にしたりするなど、以下のようなさまざまなバリエーションが存在する。
- 以前田口がメイン監督を務めた『ウルトラマンX』では、光線技「ザナディウム光線」を凝った演出にした際、他の監督も変化をつけた演出を行うようになり、「ザナディウム大喜利」と呼ばれていた。今回もそのような趣向を作りたいと考えたが、光線技ではアングルの見せ方だけになってしまうため、演出の幅を広げるためにスパイラルバレードが設定された。

ルアーバレード一本釣り
釣り竿のように用いたスパイラルバレードで、相手を釣り上げる技。
フォークバレード
レヴィーラにとどめを刺した、フォーク状に変形させたスパイラルバレード。
ダブルバレード
発現させたスパイラルバレードを半分に折り、投てきする技。
トルネードバレード
スパイラルバレードを発現させ、腰をあり得ないほどに捻り、スパイラルバレードを投擲して巻き戻る際の回転力で鎌刃のような形状に変化させ、敵を攻撃する切断系の技。
技名不明
漫画版のみ登場。ノコギリ刃の付いたヨーヨーのような形状のスパイラルバレード。

サプレッシブ・スプライト
指先から発射する光弾。

レインボー光輪
ブレーザーブレスにニジカガチストーンを装填して発動する虹色の光輪。命名者はゲントであるが、他の隊員からは「ダサい」と言われていた。
ブレーザーの身長ほどの直径のものを生成して投げる他にも、両手に小型の光輪を生成して回転鋸のように使用したり、冷気を放ったり、敵の攻撃を防ぐバリアとして使用するなどさまざまな応用が可能。

オーバーロード雷鳴斬
チルソナイトソードの柄の上にあるレバーを5回以上引いた後にトリガーを押すことで発動する。ブレーザーの身体が電撃に包まれ、敵を斬る必殺技。

チルソファード炎竜射
チルソファードランサーのレバーを3 - 4回引いた後に発動する。チルソファードランサーを構えて炎と放電を纏った矢状の光線を放つ必殺技。

チルソファード炎雷斬
チルソファードランサーのレバーを5回引いた後に発動する。チルソファードランサーの双剣部分のエネルギーを増幅させることにより、双方ともに長大な刃状となり、敵を双方による斬撃を変換させた巨大な落雷と炎で襲う必殺技。

チルソファード炎竜ウェイブ

ブレーザー光線
ゲントの左手薬指の結婚指輪、ジュンからプレゼントされて左手首に身に着けたお手製のブレスレットが光を宿すと、ブレーザーの左腕にもその光が呼応するようにエネルギーが伝播し、両手を交差することでビーム状の光線を放つ必殺技。

ブレーザーチョップ
全身の力を手刀に集中させて勢いよく振り下ろし、敵の角を砕く。

ブレーザーキック
強烈なキックを怪獣の弱点に放ち、大幅に活動力や戦闘力を低下させる。

## SKaRD / GGF
人類を急激に進む自然破壊や温暖化、宇宙開発にも関連する世界的に増加した怪獣災害の発生や地球の内外から攻めてくる宇宙人や怪獣の脅威から守るため、各国が協力して1966年に設立された北米に本部を置く国家間を超えた地球防衛隊「GGF（Global Guardian Force）」。そして、2023年。怪獣被害の世界中での多発を予期して日本支部のみで設立・編成されたのが独自の怪獣対策に特化した特殊部隊=特殊怪獣対応分遣隊「SKaRD（スカード / Special Kaiju Reaction Detachment）」である。マークは外敵の脅威から地球を守るための「瞳」のようなデザインとなっている。
ハルノの直接の指示の下で活動し、完全に地球防衛隊の他の部隊とは独立した作戦行動を取ることが許可されており、怪獣の動向を分析・調査し、直接行動によってこれを排除する権限を持つ。千葉県北西部にあるGGF日本支部教江野基地内にSKaRD CP（SKaRD Command Post、SKaRD作戦指揮所）を設置。

### 装備
23式電磁拳銃RHG-23
SKaRD隊員が携行する最新の電磁拳銃。

23式電磁小銃RAR-23
対ゲードス戦より実戦投入された最新電磁小銃。そのマニュアルはヤスノブの手製のものである。

SKaRD移動指揮車 / スカード移動前哨（スカードMOP、MOPY）
SKaRDが作戦行動時に用いる特殊車両。「MOP（エム・オー・ピー）」とは、「Mobile Outpost=移動前哨」の略称で、第14話からはヤスノブによって「MOPY（）」と呼ばれるようになる。
外見は一般的なワゴン車のままだが、任務に合わせて指揮用通信機器が搭載されたり、車内内装に防弾繊維が貼り込まれるなどのチューンナップが施されている。

メガショット
GGF開発部責任者であるヒラノが陣頭指揮を執って、開発されていた2門の対怪獣戦闘用レールガン。
超電磁力を利用し毎分30発の砲弾を砲口初速毎時マッハ5の速度で発射するほか、自動照準能力を持っている。
秋田県市之字村霧野山演習場にてアースガロンを伴った実用化に向けた性能評価テストが行われるが、その最中に設置場所の真下で休眠していたドルゴが覚醒してしまう。
その後、長砲身タイプの高初速電磁砲として転用され、アースガロンから制御可能なように改修が施された。そして、全長20メートルのチルソナイトスピアをゲバルガの腹部にあるEMP発生器官に射出して貫いた。

自走レーザー砲
イルーゴの口を高耐久のワイヤーでふさぎ、高出力の自走レーザー砲で根元から切断する作戦であったが、ワイヤーを引きちぎられたことで失敗に終わった。
- 25周年を迎えたある作品のマシンに追加装備をして色替えしたもので、しっかりと保管されていたことから、サプライズで登場することとなった。

### 特戦獣
アースガロン
SKaRDが保有する主力巨大兵器。正式名称は「23（にーさん）式特殊戦術機甲獣」で略称は「特戦獣」。SKaRD発足以前に極秘で開発されていた機体で、整備・補給していた部隊はSKaRDにそのまま隷下に置かれ、バックアップに従事している。二足歩行怪獣型でCQC（Close-quarters Combat=近接戦闘）モードにも対応。ゲントとテルアキが機長、ヤスノブとアンリが操縦手を務め、脅威警戒態勢に備えたアラート待機のローテーションを組みながらその2名が搭乗・運用する。高出力型の液体燃料メインエンジンを備え、最高速度マッハ4でで緊急展開が可能、主武装の口部から放つ荷電粒子砲アースファイアのほかに、両手の105mm機関榴弾砲アースガン、尾部には作戦に応じた弾頭への換装も可能なミサイルを垂直発射する5セルのテイルVLSなどの副武装を持つ。後に地球外のテクノロジーが用いられていることが判明する。
- 前2作ほど本作ではフルCGをあまり使えないという前提があったことから、『Z』の特空機でやり残したこともあると思ったため、ロボットのアースガロンが提案された。

アースガロンMod.2（モッドツー）
第8話から登場。「Mod」は「MODEL」の略称。右肩には成層圏外に目標があっても撃墜可能な弾丸を発射する600mm電磁榴弾砲レールキャノン、左肩には拡散モードと収束モードの2種類に切り替えが可能な多目的レーザーを搭載したアースガロン特殊戦闘支援ユニット（通称Mod.2ユニット）を実装、背部に接続され戦闘時でも必要に応じ脱着も可能。第16話より、自然言語を介したより柔軟な戦術情報の共有が期待できる新型AI対話システム・EGOISS（イーゴイス）が実装され、ヤスノブによって「アーくん」と呼ばれるようになる。
アースガロンMod.3（モッドスリー）
第21話から登場。デルタンダル戦によって得た知見を応用して開発された重力制御推進システム・ウラヌスドライブを搭載した特殊飛行支援ユニット（Mod.3ユニット）を背中に装着することで高度1万8千メートルの成層圏をマッハ9で巡行・戦闘機動を行い、排気口から光の粒子を噴き出すことで、衝撃波を放ちながら高速飛行ができる。宇宙でも理論上は活動可能な設計となっており、飛行ユニットには2名が搭乗する。ただし、パイロットに要求される肉体的労働と技術水準も極めて大きい。
アースガロンMod.4（モッドフォー）
第24話から登場。アースガロン統合特殊戦闘支援システム（Mod.4ユニット）が搭載されるなど、ヴァラロンとの月面での最終決戦へと向けて改修が施された最強の能力向上型。同時にMod.2ユニットとMod.3ユニットを運用し、機長と操縦士に加えて2名がMod.3ユニットに搭乗可能。投棄式の外部バッテリーを増設することで、宇宙空間での作戦遂行能力が付与され、重力圏を離脱し、バッテリーを放棄することで決戦へと向かう。
AO-PDS（エーオー・ピーディーエス）
漫画版のみ登場。アースガロン用耐圧潜水服。潜水艇として活動可能なアースガロンを包み込む装着式拡張装備。最大速力40ノット。武装は21式静粛型動力魚雷、40mmスピアガン。頭部を覆う厚さ60mmメタクリル樹脂製窓により広い視界を確保する。
AO-UEU（エーオー・ユーイーユー）
漫画版のみ登場。アースガロン用地底掘削装置。右腕に大型ドリル型のペルシダー式ボーリングビット、左腕に採掘バケットを装備。緊急時にはボーリングビット基部のロケット噴射装置によりドリルミサイルの射出が可能。

## 登場怪獣・宇宙人

### 本作からの新怪獣
宇宙甲殻怪獣 バザンガ
第1話に登場。東京・池袋に飛来した50メートル級の甲殻爬虫類宇宙怪獣。全身が誘導弾や榴弾砲、爆弾などによる攻撃が効かない鱗状の強靭な外骨格で覆われている。頭部の2本のツノは怒ると逆立ち、前方に腕部のヤリ状のパーツが突き出て、好戦的なスタイルに変貌する。攻撃対象付近に来ると爆発を起こす棘状体を両腕の4つの気門のような孔から無数に連射する。
呼吸のためと思われるエラ状の器官が胸部にあり、体内活動を非活性化させる特殊弾頭をそこに撃ち込んで進行を阻止する作戦が展開されるが、正式な指令は鼻腔内に撃ち込むというものであり、ブレーザーを追い詰めるものの、エミによって鼻腔内に特殊弾頭を撃ち込まれたことで弱体化し、スパイラルバレードでとどめを刺される。
最初にV99から襲来した宇宙怪獣であることから、上層部は「ファースト・ウェイブ」と呼称している。
- デザインは楠健吾が担当。全身のディテールは橘が以前個人的に描いていた怪獣「エビルザウルス」がデザインベースとなっている。橘は監督の田口が『ウルトラマンオーブ』や『Z』、『MM9』などで一緒に仕事したこともあって依頼しており、いかなる砲弾も効かない怪獣がどんどん侵攻してくる話にしたかったため、硬そうでトゲトゲで何か発射してくる怪獣となった。

『ウルトラマンアーク』に登場するバザンガ
『ウルトラマンアーク』第18話「アーク協力要請」、第19話「超える想い」に登場。
- スーツアクター：新井宏幸

深海怪獣 ゲードス
第2話に登場。漁師たちに「海の魔物」という別名で恐れられている水棲巨大生物。背ビレ中央付近にある巨大な排熱口から熱を逃して体温を一定に保っている。江戸時代中期の古い伝記にも出現記録があり、根こそぎ街の食糧や近海の魚を食べ尽くしたという記録が残されている。額に発光する提灯のような誘引突起を持ち、それを触手状に伸ばした先から放つパルス電撃と口から噴射する高水圧のウォーターカッター、腕についた鋭いヒレが武器。
民間のコンテナ船を七丈島沖30マイル南方の海域で襲い、積載された食糧を喰らい尽くすと、防衛隊潜水艦部隊による魚雷攻撃を跳ね除け、時速80ノットで進行して先美港に上陸する。ブレーザーを伸ばした額の突起で追い詰める。だが、アンリとエミが放った電磁小銃によって突起を斬られてしまい、海に逃げるものの、ルアーバレード一本釣りで釣り上げられ、上空に持ち上げられたところに、槍状に変形させたスパイラルバレードでとどめを刺され、爆散する。
- デザインはキセンが担当。デザインモチーフはアジで、さまざまな魚介のパーツで武装したアジをイメージしている。

『ウルトラマンアーク』に登場するゲードス
『ウルトラマンアーク』第17話「斬鬼流星剣」に登場。
- スーツアクター：新井宏幸

甲虫怪獣 タガヌラー
第3・16・17・23話に登場。60メートル級甲虫型怪獣。武器は両腕の大鎌だが、付け根は意外ともろい。象のような長い鼻を突き刺して世界中の液化ティーテリウム貯蔵庫から施設内のティーテリウムを捕食する。体長を徐々に増大させ、水中や地中を移動しながら、大陸を渡って日本に上陸してきた。茨城県沓波市のティーテリウムエネルギー融合研究所を狙うが、体内に溜まっているティーテリウムでエネルギー融合を起こした際の爆発被害半径は10キロを軽く超えるという試算が出たため、誘導弾などの火器攻撃が迂闊にできなかった。長鼻でティーテリウムを摂取するとエネルギー融合を体内で行い、急激に体内温度を上昇させ、最終的には100万度を越えたため、強烈に熱いボディにはブレーザーも苦戦している。また、頭頂部に位置する楕円形の部位から体内に吸収した超高熱のティーテリウムのエネルギーを放出する。
初出撃したアースガロンのアースファイアによって右手の大鎌を吹き飛ばされ、頭頂付近にある突起から高温度の熱線を放出しようとするが、ブレーザーによって天空に向かって熱線が射出されたため、街は破壊を免れ、体内のエネルギーを放出したことで、爆発被害の危険性がほぼなくなったため、スパイラルバレードをボディに突き刺され、爆散する。
その後、ネバダ砂漠や茨城県小洗市などに同時発生するが、その目的は小惑星に張り付いて地球に迫りくる宇宙怪獣で、ブレーザーによって自分たち目がけて発射された防衛隊のサーモバリック弾が阻止されると、宇宙怪獣へ向けてビームを発射する。
- デザインは楠健吾が担当。楠がプロットを読んでの印象がそのままデザインとなっており、顔はとぼけているが、鼻を持ち上げればギザギザとした怖い口が見えて印象が変わるようにしている。

『ウルトラマンアーク』に登場するタガヌラー
『ウルトラマンアーク』第17話「斬鬼流星剣」、第18話「アーク協力要請」に登場。
- スーツアクター：高橋舜

軟体怪獣 レヴィーラ
第4・17話に登場。驚異的な肉体再生能力を有する軟体怪獣。その高い肉体再生能力により、攻撃を受けても傷ついた箇所が瞬く間に再生してしまう。主な武器は花びらのように開く頭部と思わしき部位から放つ怪光線と、後述のFK1を浴びることで体をアメーバ状に変えて姿を消し、相手の思わぬ方向から現れ攻撃する奇襲戦法。
大手化学企業「ノヴァイオ」の孫会社が開発した害魚を駆除する人工クリオネが、レヴィーラに姿が似ており、遺伝情報の一部も一致していたことからエミがノヴァイオ社に潜入捜査を行った結果、2001年に地球に隕石に付着して飛来した生物の細胞サンプルを同社の社長である曽根崎が防衛隊から盗み出して培養し、人工クリオネを合成して攻撃力を強化させたものであることが判明し、ノヴァイオの新型殺菌剤「FK1」を嫌うように遺伝子操作されていた。曽根崎はFK1への耐性がない幼体を大量に培養しており、日本と同じように海外でも運用することで、莫大な金銭だけでなく、名声と地位を得ようと画策していた。
突如として3か月前に出現し、都合8度も出現するも、目的や発生源が不明で、偶然にもFK1のコンテナを襲ったことで、レヴィーラへの弱点であることが判明し、FK1を現出の度に使用していたが、致命傷を与えられないうえ、耐性を身につけつつあったため、急激にその効果が減少していた。怪光線と液状化でブレーザーを翻弄するが、液体窒素が入ったタンクをアースガロンに投げつけられたことで凍り付いてしまい、固まってアメーバ化ができなくなったところに、フォークバレードによって木っ端微塵にされたことで消滅する。
- デザインは百武朋が担当。

山怪獣 ドルゴ
第5話に登場。1,000年以上の長い眠りから目覚めた巨大怪獣。アンリの地元である東北地方秋田県市之字村にある霧野山の一部と同化した状態で生命活動がほぼ停止していたが、山頂にGGFが開発中の新型装備であるメガショット2門を設置され、鎮護の祠が破壊されたことで覚醒し、背中のメガショット自体は制御不能に陥っているうえに自動照準機能を備えているため、土台となっているドルゴの敵と想定した対象に砲撃を仕掛けてくる。武器は頭部のアーチ状の器官が上がり、鼻先から放たれるオレンジ色の放電攻撃と顔面部にあるリングから放つ青い放電攻撃。
代々市之字村神社に伝わる絵巻物には、「土留牛（どるご）」と名付けられた霧野山に千年以上眠り続ける、周りの土を豊かにし、水を浄化する力を持つと言われている守り神の姿が描かれており、平安時代の神官が御神体を暴れる怪物の頭頂部に突き刺して封印する様子が描かれていた。
霧野山演習場でアースガロンを伴って実施された性能評価テストの影響で覚醒すると、対処しようとしたアースガロンを機能停止に追い込むが、その直後に近場の沼地にある水を飲んで体機能調整のために約1時間の仮眠に落ちる。
メガショット設置工事の際に、資材を運ぶ通り道に御神体が祀られていた鎮護の祠があったため撤去され、廃材として捨てられていたが、かろうじて祠のあった場所はその痕跡を残しており、テルアキはその位置がドルゴの脳幹部で、御神体をそこに刺せば再び怪獣が眠りに就くのではと推測する。メガショットの基部がアースガロンによって破壊されたことで、機能に異常が生じ、その隙を突いたブレーザーのスパイラルバレードによってメガショットが切り離される。そして。動きをブレーザーに封じられている間に、アンリが元の場所に御神体を刺したことで眠りに就き、ブレーザーが元いた山の一角に戻したことで、霧野山は再び元の姿に戻った。
- デザインは百武朋が担当。

天弓怪獣 ニジカガチ
第7・8話に登場。天候を司るとされる伝説の怪獣。頭の正中線が光り、頭部を覆う鎧角が開くと虹色の表皮が両腿部分に出現するほか、剣状のパーツが尻尾から伸びた「御目見（）」とも称される形態となり、露出した素顔のダイヤモンドにも匹敵するとされる硬度を持つとされる額部を一瞬虹色に発光させて放つ解析不能な未知のエネルギーで構成された虹光線で、スパイラルバレードさえも破壊してしまうほど驚異的な威力を持つ。また、大気を吸い込むことで気圧を急激に下げ、作り出した雨雲によって暴風雨を周囲にもたらす能力を持ち、ニジカガチがいる場所は台風の目のような状態となり、そこだけは雨が降らない空間が形成される。
古来より日本の人々に乾いた土地に雨を降らせる神として信仰されてきた存在であり、日本各地に「虹蛇神（）」とも書かれる空の主にまつわる伝承や言い伝えが存在しているが、邪な気持ちが心にあると、嵐となって災いをもたらし、「時に恵みの雨をもたらし、時に荒神となって全てを奪い去る」とも言われているなど、「大自然の象徴」という表現がふさわしく、作物の不作が続くと、各地で「ニジカガチの祟り」と言われる、それを宥め、豊作を祈願する儀式が行われており、地域によっては儀式で用いられる偶像が作られていた。
日本各地に雨の前触れともいわれる「逆さ虹」が大量に出現し、発生から7日も消えずに空に居座る現象が起こった後、富士の樹海に出現する。ニジカガチを目覚めさせる儀式には、聖なる石を集める、生贄を捧げるなど、といった言説があったものの、怪獣研究の権威であった元地球防衛大学教授の横峯万象（）は、日本各地に隠された虹の色を模した7つの腕輪を身につけて聖なる泉に浸す方法を探し出し、実行に移したことでニジカガチを目覚めさせた。その際、蛇の刻印のようにも見える痣が召喚者の腕に現れる。
初戦ではブレーザーのスパイラルバレードを破壊して勝利するが、再戦ではテルアキによって腕輪が破壊され光の粒となって融合して虹色に全身が輝いた後、紫や黒といった重い色へと変化した虹裏光線を放つようになる。だが、鎧角がアースガロンMod.2の多目的レーザーの連射によって開かれ、額のクリスタル部分をレールキャノンの伏せ打ちによって破壊されると、虹色の光が額部から漏れ出し、それを掴んだブレーザーが生成したニジカガチストーンによる新たなる技・レインボー光輪によって一刀両断される。
- デザインは武藤聖馬が担当。

宇宙電磁怪獣 ゲバルガ
第11・12話に登場。体内に強度の電磁エネルギーを蓄積している宇宙電磁怪獣。主な武器は頭部の牙や両手の爪から放つ電撃と、腹部にあるEMP器官が開いた際に発生させる電磁パルスでドーム状に展開してEMP攻撃を行い、捕まると電子機器はシステムダウンに陥る。また、体を球状に丸めることができ、その際に表面を電磁バリアで覆うことで、スパイラルバレードでも貫けない防御力を発揮する。
宇宙から球状形態で飛来し、津久武湖南西5キロメートル地点に落下すると、防衛隊のサーモバリック弾や運動エネルギー弾をものともせず、アースガロンや誘導装甲徹甲弾を電磁パルスによってシステムダウンさせる。ブレーザーのスパイラルバレードをもEMPによって相殺するが、ブレーザーの新たな武器・チルソナイトソードによって倒される。
防衛隊上層部は「セカンド・ウェイブ」と認定している。
- デザインは川石テツヤが担当。

月光怪獣 デルタンダル
第14・23・25話に登場。全翼機のような三角形の翼をもつ月光怪獣。世界各地で頻発している未確認航空現象の正体で、夜間にのみ出現し、推定速度マッハ9で飛翔した際に伴うソニックブームと胸の発光体から放つデルタンダル月光弾が武器。高い機動性を持ち、空力限界を超えた超高空をもテリトリーとし、大気圏外でも活動が可能。脱皮した皮のDNAの塩基配列によって、地球怪獣であることが判明した。
地中から目覚め、積乱雲を巣にしており、高速で大気圏外の低軌道上を移動して次の巣となる積乱雲を探していた。
- デザインは楠健吾が担当。

月光怪獣 デルタンダルB
第21話に登場。地球防衛隊の電磁波弾実験が行われた豆島岬沖2,500キロメートルの海中から出現した巨大な月光怪獣。Fの6倍ほどの大きさがある大型個体。マッハ10の飛行速度で飛翔し、両翼の先にある小さな発光体の器官で、光の粒子を放出することで、重力制御をおこなって推進力を得ている。飛翔しながら、腹部にある青く光る球体状の器官から、無数の光弾を爆撃のように投下することができ、磯竹基地の建物が次々と破壊した。Fよりも皮膚が硬く、比較的柔らかい関節部などでないと、攻撃は通用しない。
第14話に登場した個体と区別するため、以前の個体は戦闘機型のデルタンダルF（ファイター=Fighter）、光弾を投下する爆撃機型のデルタンダルB（ボンバー=Bomber）と呼称されることとなる。
薙ヶ崎沖でブレーザーとアースガロンMod.3と接敵するが成層圏に追い立てられ、両者の連携の前に爆発四散する。

幻視怪獣 モグージョン
第16話に登場。藤垣市郊外の開発工事現場の大穴から現出した肉食の地下生物。性格は凶暴で、普段は地下深くに作ったモグラの巣状の巨大なトンネルで、ほかの地底怪獣を捕食しているが、食料不足になると地上に現れ、家畜や野生動物を襲っていた。主な武器は両腕の鋭い爪と、振動させて電動鋸のように用いることができるトサカで、手の爪でレインボー光輪を受け止めて投げ返すなど狡猾な戦い方を見せる。両掌の器官から電磁波を伴った光の明滅を放つ幻視光線で対象の脳の扁桃体を刺激することで、相手に心の中で恐れている嫌悪感や恐怖の幻覚を見せて威嚇し、パニックに陥らせたところを舌で絡めとり捕食する。
- デザインは辻󠄀本貴則が担当。掌の器官はホシバナモグラの鼻をモチーフにしている。

『ウルトラマンアーク』に登場するモグージョン
『ウルトラマンアーク』第16話「恐れの光」に登場。
- スーツアクター：新井宏幸

宇宙侍 ザンギル
第17話に登場。地球にさまよう怪獣の魂を成仏させるためにきた剣の達人。人間を模した姿に変身できるほか、体の大きさを人間サイズから50メートル級の巨大サイズまで変えることが可能。特殊な力を持つ透明な石・顕現石（けんげんせき）を持ち、成仏できずにさまよう怪獣の魂に仮の姿を与えて可視化させる。刀のような状態の右腕から斬撃波を放ち、怪獣の亡霊態を切り裂いて成仏させる。
かつては強敵を倒すことに喜びを感じて宇宙を飛び回り、怪獣や宇宙人をかまわずに斬っていたが、とてつもない剣の達人に敗れ、成仏できない108体の怪獣たちの魂を斬ることで救いを自らに与えろと告げられたことで、怪獣たちの霊を探して宇宙を旅していた。
1か月ほど前に地球に来訪して、この世にさまよう怪獣の霊を成仏させていたが、108体目のニジカガチが石の力を吸い取ったことで肉体を得てこれまでの怨霊を遥かに上回る念の強さを持つ怨霊態へと実体化したため、かつてニジカガチと戦ったことのあるゲント=ブレーザーとノヴァイオ社跡地で出会い、協力を求める。
そして、市街地に出現したニジカガチ（怨霊態）に巨大化してブレーザーとともに戦うが、実体化と霊体化を繰り返すニジカガチに苦戦する。そこで、チルソナイトソードにニジカガチを実体として捉えられるように力を分け与えるが、ニジカガチの怨念に取り憑かれてブレーザーを襲う。ブレーザーが峰打ちすることによってニジカガチの怨念を追い出し、ブレーザーとともにニジカガチを倒すことで魂を成仏させる。だが、自身も石の力で実体を保っていた魂であり、石の力が尽きたことで光の粒子となって成仏した。
- デザインは辻󠄀本貴則が担当。二つ名の「宇宙侍」を先に思いつき、デザインはそこから起こされている。日本刀の柄巻のイメージをボディに入れて鋭い切れ味を醸し出すようにしているなど、刀剣にこだわったものとなっている。

『ウルトラマンアーク』に登場するザンギル
『ウルトラマンアーク』第16話「恐れの光」、第17話「斬鬼流星剣」に登場。
- スーツアクター：岡部暁

汚染獣 イルーゴ
第18・19話に登場。東京都朝木区のビル街に、地面をつきやぶって現出した長い首のみの汚染獣。主な武器は口から吐くイルーゴガスという硫酸塩や硫黄酸化物に似た物質で構成されている毒素を含んだ有毒な気体を断続的に放出し、イルーゴガスを吸い込むと、光化学スモッグに似た人体への影響があるが、目がチカチカしたり、のどが痛くなるなどの症状が引き起こされるなど高い重量化率があり、健康被害が深刻な問題となっている。イルーゴに刺激を与えるとイルーゴガスの放出量が大幅に増えてしまうため、攻撃には困難が伴う。イルーゴガスには自身を活性化させる作用があり、清浄な空気の下では球体状に変化して行動不能に陥る。
SKaRDが解析をした結果、正常な空気内ではイルーゴの細胞は弱体化することから、周囲への汚染が自身の活性化が目的であることと、既存のフィルターにも浄化可能なものがあることを突き止めた。
地下トンネルを走る通信ケーブルを巣として繁殖しており、多数の個体が広範囲にわたって確認されたが、それが後にゲバルガの幼体であったことが判明する。
- デザインは川石テツヤが担当。
- スーツアクターの高橋舜が腕を突っ込んで顔を動かすパペット怪獣に趣が近いものとして作られており、ビルにアクターを隠したり、合成で消したり、無理な体勢にしたりなど、いろいろと手間がかかったという。

宇宙汚染超獣 ブルードゲバルガ
第19話に登場。ゲバルガに酷似しているが、以前の個体よりさらに倍以上はある体躯で、背中にはイルーゴの姿をした二対の尻尾を背にしている、セカンド・ウェイブの第2フェーズとも呼ぶべき宇宙汚染超獣。体の色も茶色に変化している。ゲバルガが通信施設をジャックした際に、幼体であるイルーゴを繁殖させる役割を果たしており、施設の地下200メートルから出現し、EMPを放ってネットワーク障害を巻き起こし、都市機能を麻痺させ、防衛隊の攻撃も無力化にしてしまう。
- デザインは川石テツヤが担当。

炎竜怪獣 ファードラン
第19話に登場。全身を炎で覆われた翼竜のような炎竜怪獣。かつてワームホール実験が行われていた宇宙装備研究所・第66実験施設のワームホール跡から出現し、ブレーザーの危機に飛来してきた。ブルードゲバルガの腹部に取り込まれていたブレーザーを救い出し、ファードランアーマーやチルソファードランサーなどの炎の力を授けた。ファードランはブレーザーの星の怪獣で、ブレーザーと主従関係にあったと思われる。「ファードラン」という名前はゲントによって名付けられた。
- デザインは後藤正行とバンダイが共同で担当。

地底甲獣 ズグガン
第20・25話に登場。地下空間の巣の奥に地上に現れて人間を襲撃する幼体が生息している地底甲獣。頭部の伸縮するトゲムチや両手の鋭く長い爪による攻撃や、口から吐くアンモニアを主成分とした硬化粘液で敵の動きを封じる。また、頭部にある器官を振動させることで仲間を呼び寄せる。
テルアキの実家がある山梨県中星町頭殿山の森に粘液を固めて巣の洞窟を作り、核シェルター並みの強度を保ち、卵を備蓄している。粘液を体内で作るために土中の窒素を吸収し、窒素が少なくなったことで、植物や農作物が枯れており、地上により豊かな土壌を求めて現れた。巣の天井から内部に侵入したアースガロンのアースガンの連射によって幼体たちが駆除されると、巨大な成体がアースガロンを抱えて地上まで急浮上し、硬化粘液でアースガロンを固める。アースガロンの窮地を救おうとしたブレーザーもその粘液によって体を固めて身動きが取れない状態にするが、SKaRDが習性を逆手に取って、SKaRD指揮車から虫の音を大音量で鳴らさられると、ブレーザーがファードランアーマーとなって粘液が焼かれて優位に立たれ、チルソファード炎竜射によって爆散する。
- デザインは後藤正行が担当。

宇宙爆弾怪獣 ヴァラロン
第23話から第25話に登場。V99が放ったサード・ウェイブと目される宇宙怪獣。頭部から発射する怪光線、背中のトゲから発射する電撃、腹部に備えた鋭い回転ノコギリ、有機爆弾が先についた長い尻尾が武器。半透明となっている頭部を明滅させることで有機爆弾の爆発のタイミングを自在に変えることが可能。第2形態では口から放つビームと威力の上がった有機爆弾が武器で、その体は地球に自由落下しても平気で、ブレーザーのエネルギーによって強化されていることだけのことはある力を誇っている。
地球に光学迷彩をまとって月軌道上の小惑星に取りついて接近したが、タガヌラーの放ったビームによって進路が逸れ、月裏面のメンデレーエフ・ベイスンに落下する。尾の先端から有機爆弾群を月の表面に無限に産み付けて一斉爆破することで、より深く大きなクレーターを生み出し、さらに大量の爆弾をクレーター内に敷設することで、さらに大きな爆破を呼び起こし、月の軌道を変えて地球にぶつけて天変地異を引き起こそうとする。
月面へと向かったアースガロンMod.4やブレーザーと交戦し、アースガロンを戦闘不能にしたうえで、ブレーザーに対しても脇腹に食いつくことでエネルギーを吸収して第2形態に変貌し、有機爆弾で吹き飛ばす。
その後、有明付近に落下し、東品川から上陸して品川方向へと進行する。
- デザインは楠健吾が担当。

### 漫画版登場の新怪獣
吸血海藻 ジャランガ
漫画版のみ登場。千ヶ関海岸に出没した植物怪獣。目のような部位から餌をおびき寄せる光を放ち、体中に生えた触手で攻撃する。複合怪獣であり3体に分離、さらに触手より人間大にも増殖が可能。光が苦手。深海に生息していた生物が温暖化の影響で浮上し触手で海水浴客や漁船を襲っていた。アースガロンの攻撃により地下都市に逃げ込むが3体に分離し触手で追い詰めるがブレーザーとスカードの連携で倒される。

## キャスト
本作では準備期間が短く、従来のように大々的に募集をかけて行われるオーディションではなく、ある程度イメージを出して何人か候補を出すという、オーディションというよりは面接のようなスタイルで行われた。

### レギュラー・準レギュラー
- ヒルマ ゲント - 蕨野友也[124]
- アオベ エミ - 搗宮姫奈[124]
- ミナミ アンリ - 内藤好美[124] (2 - 25)
- バンドウ ヤスノブ - 梶原颯[124] (2 - 25)
- ナグラ テルアキ - 伊藤祐輝[124]
- ハルノ レツ - 加藤雅也[124] (2・10 - 14・18・19・23 - 25)[注釈 2]

### 声の出演
- 予告ナレーション、ナレーション (特別総集編2・3) - 吉本元喜
- ユリシーズ01 (1)、警備員E (3) - 安保匠
- 航空部隊指揮官 - しおつかこうへい (3)
- カナン星人・ハービー - 竹内絢子 (6・13)[注釈 2][注釈 3]
- アナウンサー - 天海祐子 (10)、小出朗 (18)
- アーくん - 石田彰[125] (16 - 25)
- パグ - 中澤まさとも (特別総集編2・3)
- げ〜どすくん - 堀江瞬 (特別総集編2・3)
- もぐ〜じょんちゃん - 小原好美 (特別総集編2・3)
- カンダ - タモリセイオン (21)

### ゲスト
- 磯崎 - 仁科貴 (1・13)[注釈 4]
- 小松原 - 塩顕治 (1・12・14)
- 守口 - 北野秀気 (1・12)
- 室田 - 養田和裕 (1・12)
- 如月 - 西泰平 (1)
- 特機団隊員 - 赤妻洋貴、池田朋弘、牧野尊、大迫一吹、成瀬拓巳、渡辺聖 (1)
- リポーター (1)、キヨシマダイラレイコ (特別総集編1) - 北村まあさ
- 船頭 - 久保酌吉 (2)
- 漁師A - ナポリ（アイロンヘッド） (2)
- 漁師B - 辻井亮平（アイロンヘッド） (2)
- リポーター - 小出朗 (2)
- 整備員 - 関根雄人 (2)
- 輸送機パイロット - 林諒一 (2)
- オープンカフェ店員 - 桜井つぐみ (2)
- 大川 - 関智一 (3)
- ヒルマ サトコ - 岡野真也 (3・10・15・18・24・25)[注釈 5]
- ヒルマ ジュン - 岩川晴 (3・10・12・15・18・24・25)[注釈 6]
- 警備員A - 佐戸良丞 (3)
- 警備員B - 橘連夏 (3)
- 警備員C - 奥江昭生 (3)
- 曽根崎浩 - 辻本一樹 (4・13・17)[注釈 7]
- 曽根崎のSP - 力丸佳大、齊藤辰馬 (4・13)[注釈 2]
- ミズホ - 山田朝華 (5・13)[注釈 2]
- ヒラノ - 伊藤慶徳 (5・12・13)[注釈 2]
- 幼少のアンリ - 藤山千恵梨 (5)
- 幼少のミズホ - 髙取青依良 (5)
- 防衛隊隊員A - 宗像輝人 (5)
- テラシマヅサブロウタ - 火野蜂三 (特別総集編1)
- ニホンマツタクマ - 優太 (特別総集編1)
- ドライブ中の男性 - 古川裕斗 (6)
- ドライブ中の女性 - 松本琉李 (6)
- 横峯万象 - 佐藤貢三 (7・8・13)[注釈 2]
- 横峯万象の祖母 - 三谷侑未 (7)
- 横峯万象（幼少期） - 藤井健 (7)
- 村人A - 美和優輝 (7)
- 村人B - 浅羽義彦 (7)
- ツクシ ホウイチ - 東儀秀樹 (9)
- クロイワ チッチ - 東儀典親 (9)
- ニイゼ ミチ - 白須今 (Shikinami / 9)
- ヒグラシ カナデ - 堤博明 (Shikinami / 9)
- オペレーターA - 諸喜田智也 (10)、大山竜一 (11・12)、安保匠 (23 - 25)
- オペレーターB - 池田恵子 (10)、宮森右京 (11・12)、芳川つかさ (23 - 25)
- 怪獣卵処理隊員A - 渡辺聖 (10)
- 警官A - 塚越洋 (10)
- 警官B - 真野直樹 (10)
- 防衛隊員A - 南雲聖広 (10)
- 防衛隊員B - 西沢匡亮 (10)
- 赤ちゃん - 越海智 (10)
- 源川稔 - 川野太郎 (11・12・23 - 25)
- 特殊部隊員 - 南雲聖弘、成瀬拓巳、與島瑠晟、竹脇爽 (12)
- 学生 - 松坂亜美 (12・13)[注釈 2]、北澤萌愛 (12)、司馬修己 (12)
- 黒服の男A - 寺井大介 (14・18・19・24・25)
- ドバシ ユウ - 寺田農 (14・18・19・24・25)
- ヒゲ - 諏訪太朗 (15)
- アラタ - 武井ダマセノ瑠珂 (15)
- ツムギ - 岩上希音 (15)
- レン - 佐藤遙灯 (15)
- ハルト - 奥出陽大 (15)
- 近所の子 - 山田大翔 (15)
- アナウンサー - 齋藤はるか (15)、大村恵子 (24・25)
- 第一発見者 - 内野惣次郎 (15)
- ヒゲの仲間 - 井上高宏、吉田順、新井啓介 (15)
- 近所の子ども - 山根一瑚、田中怜奈、長内文都、中濱壮亮 (15)
- 通行人のおばさん - 青山真利子、中野杏莉 (15)
- 作業員A - マコト (16)
- 作業員B - 安藤広郎 (16)
- 作業員C - 金森規郎 (16)
- 作業員D - 山田諭 (16)
- 看護師 - 江藤萌生 (16)
- ザンギル人間態 - 唐橋充[125] (17)
- 喫茶店の女主人 - 服部妙子 (17)
- 見物人 - 西隼人 (17)
- 西崎勉 - 永倉大輔 (18・19)
- 金森 - 髙橋麻琴 (18)
- レーザー砲の乗員 - 國重光司 (18)
- 通行人A - 美和優輝 (18)
- 通行人B - 沼田穣 (18)
- ジュンの友達 - 内藤靖 (18)
- アオベ タツキ - 渡部遼介 (19)
- 指揮官 - 越村友一 (19)
- 隊員A - 龍輝 (19)
- 隊員B - 佐藤太助 (19)
- 幼少のエミ（写真） - 越萌乃佳 (19)
- ナグラ ショウゴ - 野添義弘 (20)
- ナグラ マサアキ - 柾賢志 (20)
- 町民の男 - もろいくや (20)
- スズキ テツオ - 金井勇太 (22)
- タナカ ミチコ - 山口果林 (22)
- アイカワ リュウジ - 山岸綾佑 (22)
- 上司 - 岡田謙 (22)
- ニュースキャスター - 和田亮太 (22)
- 劇中CMキャスト - 愛理 (22)
- ミッチー - 中山卓也 (23)
- 大河原 - 花ヶ前浩一 (23)
- 岡村 - しおつかこうへい (23)
- 参謀 - 三原哲郎 (23 - 25)
- 宇宙担当官A - 木全隆浩 (24・25)
- 宇宙担当官B - 横瀬智也 (24・25)

### スーツアクター
- ウルトラマンブレーザー[7] (1 - 12・14 - 25) - 岩田栄慶[注釈 8]
- アースガロン (2 - 12・14・16 - 25) - 石川真之介
- バザンガ (1)、ドルゴ (5・6)、ガヴァドン (15)、モグージョン (16)、ズグガン (20・25)、レッドキング (22) - 新井宏幸
- ゲードス (2)、レヴィ―ラ (4・6)、ニジカガチ (7・8・17)、デマーガ (10・25)、ベビーデマーガ (10)、ギガス (22) - 梶川賢司
- タガヌラー (3・23)、ゲバルガ (11・12)、イルーゴ (18)、ブルードゲバルガ (19) - 高橋舜
- カナン星人・ハービー (6)、ザンギル (17) - 岡部暁
- カナン星人・ロビー (6)、デルタンダル (14・21・25) - 永地悠斗
- ガラモン (9) - 関谷美羽
- ヴァラロン (24・25) - 桑原義樹
- 劇中CM怪獣 (22) - 矢倉翔太

## スタッフ
新規怪獣のデザイナーは指定せず、その回の監督がその怪獣に合ったデザイナーに依頼することとなった。
- 監修 - 塚越隆行
- 製作統括 - 永竹正幸
- 製作 - 隠田雅浩
- 企画 - 黒澤桂、大矢陽久、田中快、佐々木新、黒田学
- チーフプロデューサー - 北浦嗣巳
- プロデューサー - 村山和之・大石淳子（テレビ東京）、嵯峨隼人
- 音楽 - TECHNOBOYS PULCRAFT GREEN-FUND
- 音楽プロデューサー - 手塚祐貴
- 音楽制作 - ランティス
- 音楽協力 - テレビ東京ミュージック
- アソシエイトプロデューサー - 岡本有将
- 番組宣伝 - 徳田良平
- プランニングマネージャー - 飯田将太（テレビ東京）
- 企画協力 - 仲井智徳
- シリーズ構成 - 小柳啓伍[注釈 9]、田口清隆[126]
- 脚本 - 小柳啓伍、継田淳、山崎太基、植竹須美男、足木淳一郎、中野貴雄、根元歳三[126]
- 監督 - 田口清隆、辻󠄀本貴則、中川和博、越知靖、武居正能、宮崎龍太[126]
- 撮影 - 村川聡
- 照明 - 小笠原篤志
- 美術 - 稲付正人
- 録音 - 星一郎
- 操演 - 根岸泉
- スクリプター - 渋谷康子、石田眞理、山内薫
- 編集 - 矢船陽介
- キャスティング - 島田和正
- 助監督 - 越知靖、宮崎龍太、内田直之
- 特撮助監督 - 内田直之
- アクションコーディネート - 寺井大介
- 視覚効果 - 三輪智章
- VFXコーディネーター - 豊直康
- 特殊造形 - 亀田義郎、原規弘
- キャラクターデザイン・ズグガンデザイン - 後藤正行
- 劇用車デザイン・内装設計 - 小林美智子
- 背景 - 妹尾太郎
- 装飾・小道具 - 大藤邦康
- 持ち道具 - IZU
- 衣装 - 小木田浩次
- ヘアー・メイク - 梶清恵
- 部隊装備統括 - 武富洸斗
- 画コンテ - なかの★陽、川石テツヤ、林谷和樹、河本けもん
- スーツアクターサポート - 大野まゆみ
- 設定監修 - 渋谷浩康
- キャラクターメンテナンス - 宮川秀男、花谷充奏（泰）
- タイトル・影絵・ロゴデザイン - 井野元大輔
- サブタイトル題字 (13) - 宮崎龍太
- バザンガ・タガヌラー・デルタンダル・ヴァラロンデザイン - 楠健吾
- ゲードスデザイン - キセン
- レヴィーラ・ドルゴデザイン - 百武朋
- ニジカガチデザイン - 武藤聖馬
- ゲバルガ・イルーゴ・ブルードゲバルガデザイン - 川石テツヤ
- モグージョン・ザンギルデザイン - 辻󠄀本貴則
- 防衛隊監修 - 越康広
- 防衛隊指導 - 松田じゅん、長谷部浩幸
- 地学監修 - 芝原暁彦
- 天文用語指導 - 磯部直樹
- 医療協力 (16) - 中澤暁雄
- 監督助手 - 宮崎龍太、鈴木農史、佐藤音二郎、樋口大樹
- 監督助手応援 - 奥野竜也
- 撮影助手 - 末吉真、安藤昇児、菅原滉太朗、難波祐太、吉田朔、小泉利巧、加藤里彩、徐世龍
- 撮影応援 - 吉田朔、難波祐太、加藤里彩
- 照明助手 - 斎藤順、今村志帆乃、鹿森大輝
- 照明応援 - 山﨑豊、玉川直人、泉谷しげる、村上聡絵
- 録音助手 - 大前亮、猪服滉樹
- 装飾助手 - 二橋京也
- 美術助手 - 桜井南海子、中原佑典、高橋一、鈴木優太、宮田達成、宮原陸
- 操演助手 - 上田健一、秀平良忠、佐藤康平
- ヘアー・メイクアシスタント - 桑原里奈（菜）、太田真梨萌
- 音響効果 - 古谷友二
- アシスタントプロデューサー - 松田真子、徳田聖人
- 特別協力 (1) - Sunshine City
- ウルトラマンブレーザー製作委員会
- 製作 - 円谷プロダクション、テレビ東京、電通

「直前スペシャル」スタッフ
- 演出 - 村上裕介
- 構成・音響効果 - 足木淳一郎
- プロデューサー - 古川貴裕
- 協力プロデューサー - 石野仁子
- 制作協力 - ヴィスタ
- 編集 - 関創
- MA - 好本達郎

「特別総集編1」スタッフ
- 演出 - 村上裕介
- 構成・音響効果 - 足木淳一郎
- 制作プロデューサー - 古川貴裕
- 協力プロデューサー - 石野仁子・丹澤香菜子
- 撮影 - 野澤啓・安川暁
- 照明 - 河原真一
- VE - 小林謙一
- 撮影助手 - 渡部洋平
- 照明 - 河原真一
- 照明助手 - 石川尚正
- 衣裳 - 福井千緩
- ヘアー・メイク - 狩野典子
- 制作 - 田久保宗稔、長井愛美
- 制作協力 - ヴィスタ
- カラコレ - 唐澤雄真
- HDG - 関創
- MA - 好本達郎

「特別総集編2」スタッフ
- 制作プロデューサー - 古川貴裕
- 構成 - 足木淳一郎
- 演出 - 清洲昇吾
- イラストレーター - KARIGARASU
- 動画編集 - まゆでこ
- 本編集 - 角田丈太朗、菊地和美
- MA - 大須賀尚子
- 音響効果 - 金光大輔
- 協力 - NOKID CREATIVE

## 音楽

### オープニングテーマ
「僕らのスペクトラ」
きただにひろしによるオープニングテーマ。作詞はシト、作曲・編曲は尾澤拓実（from ReReGRAPHICS）。第2話から第24話まで使用。第8話では挿入歌として使用された。

### エンディングテーマ
「BLACK STAR」
MindaRynによる前期エンディングテーマ。作詞はSACHIKO、作曲・編曲は小山寿。第1話から第13話まで使用。第9話では未使用。
「Brave Blazar」
TECHNOBOYS PULCRAFT GREEN-FUND feat. MindaRynによる後期エンディングテーマ。作詞・作曲・編曲はTECHNOBOYS PULCRAFT GREEN-FUND。第14話から第25話まで使用。

### 挿入歌
「IGNITION」
きただにひろしによる挿入歌。作詞はシト（from ReReGRAPHICS）、作曲はきただにひろし、編曲は尾澤拓実（from ReReGRAPHICS）。第18話で使用。

### 挿入曲
第9話での挿入曲において、奥部貴圭はチェロ、真部裕はバイオリン、赤池光治はコントラバス、東儀秀樹はピアノでそれぞれ演奏。
「『ウルトラQ』メインテーマ」
作曲は宮内國郎、編曲は東儀秀樹。第9話で使用。
「風の出逢い」
作曲は東儀秀樹。第9話で使用。
「チルソナイト創世記」
作曲は東儀秀樹。第9話で使用。
「Strong Ray」
作曲・編曲はTECHNOBOYS PULCRAFT GREEN-FUND。第25話で使用。

## 企画・制作
メイン監督の田口は、ニュージェネレーション・ウルトラマンダイナの次の作品ではなく、ニュージェネレーション・ウルトラマンガイアに代わる全く新しい作品として、全くの白紙からシリーズ構成を任されることとなった。シリーズ構成・脚本の小柳啓伍は、しばらくウルトラマンから離れていたことから、近年の作品を少しは見返さなければいけないのかと思ったというが、田口からはあえてそれはせずに、過去のウルトラマンに囚われずにこのテーマで思いつくことを100パーセントやってほしいと言われたことで、気負わずにストーリー開発ができたという。
いわゆる「ニュージェネ」と呼ばれる一連のシリーズとは異なることをやりたいという狙いから、ウルトラマンの力を用いたタイプチェンジ、過去怪獣の使い回し、コレクションを集めなきゃいけないというストーリー展開、インナースペース、といった「これをやると変わって見えない」要素を全部変えない限りは、「いつも通り」と言われるため、「どこまでやれるか試してみよう」ということになり、次の段階に進んだという。
円谷プロの社長である永竹正幸と田口で話し合った際、バンダイの商品戦略を考えた結果、ウルトラマンがタイプチェンジをしない場合、その穴を何が埋めるのかと考えた結果、多くの新怪獣を出すことになり、全話数の半分である12匹を出そうというのを田口が提案し、田口の知らないところで多くの調整ごとがあった結果、現在の形となり、シリーズ構成の田口と小柳啓伍で、新怪獣の登場するタイミングや、主人公や家族、SKaRDの隊員の誰にスポットが当たる回かなどを書き込んでいき、各回の監督にそれを説明していったという。そのため、本作では新規怪獣が多数登場している。近年の作品は同じ怪獣がたびたび出るようになっており、『ウルトラマンメビウス』のころは基本的に新怪獣が登場し、時々スター怪獣がでるからゲスト感が出ると田口は考えていたが、最近ではスター怪獣に「またこいつか」と言われるようになっていた。それに加え、本作は『ウルトラマンデッカー』と同時に進行していたため使用できる怪獣が一緒になってしまい、保存状態のいい怪獣は使われていくため、選べる怪獣がほとんどなかった。これによりますます新規怪獣を作らなければダメだと田口は考えるようになった。他の監督も新規怪獣を出すため努力しており、たとえば越知靖はピグモンをガラモンとして使用したり、デマーガを改造してベビーデマーガにしたりするといったアイデアを出している。また辻󠄀本貴則は既存怪獣が出ず、暴れるアースガロンとブレーザーが戦う回を制作し、田口はこれによりスター怪獣登場時のゲスト感が戻ってくるとしている。

## エピソードリスト
| 話数   | サブタイトル         | 登場する怪獣                                              | 脚本       | 監督     | 初放送日        |
| ------ | -------------------- | --------------------------------------------------------- | ---------- | -------- | --------------- |
| 第1話  | ファースト・ウェイブ | バザンガ                                                  | 小柳啓伍   | 田口清隆 | 2023年 07月08日 |
| 第2話  | SKaRDを作った男      | ゲードス                                                  | 小柳啓伍   | 田口清隆 | 07月15日        |
| 第3話  | その名はアースガロン | タガヌラー                                                | 小柳啓伍   | 田口清隆 | 07月22日        |
| 第4話  | エミ、かく戦えり     | レヴィ―ラ                                                 | 継田淳     | 辻󠄀本貴則 | 07月29日        |
| 第5話  | 山が吠える           | ドルゴ                                                    | 継田淳     | 辻󠄀本貴則 | 08月05日        |
| 第6話  | 侵略のオーロラ       | カナン星人・ハービー カナン星人・ロビー レヴィーラ ドルゴ | 継田淳     | 辻󠄀本貴則 | 08月19日        |
| 第7話  | 虹が出た 前編        | ニジカガチ                                                | 山崎太基   | 中川和博 | 08月26日        |
| 第8話  | 虹が出た 後編        | ニジカガチ                                                | 山崎太基   | 中川和博 | 09月02日        |
| 第9話  | オトノホシ           | ガラモン セミ人間                                         | 植竹須美男 | 越知靖   | 09月09日        |
| 第10話 | 親と子               | デマーガ ベビーデマーガ                                   | 植竹須美男 | 越知靖   | 09月16日        |
| 第11話 | エスケープ           | ゲバルガ                                                  | 足木淳一郎 | 武居正能 | 09月23日        |
| 第12話 | いくぞブレーザー！   | ゲバルガ                                                  | 足木淳一郎 | 武居正能 | 09月30日        |
| 第13話 | スカードノクターン   | -                                                         | 足木淳一郎 | 宮崎龍太 | 10月07日        |
| 第14話 | 月下の記憶           | デルタンダル                                              | 小柳啓伍   | 田口清隆 | 10月14日        |
| 第15話 | 朝と夜の間に         | ガヴァドン                                                | 中野貴雄   | 田口清隆 | 10月21日        |
| 第16話 | 恐怖は地底より       | モグージョン タガヌラー カナン星人                        | 継田淳     | 辻󠄀本貴則 | 10月28日        |
| 第17話 | さすらいのザンギル   | ザンギル ニジカガチ（怨霊態） タガヌラー レヴィーラ       | 継田淳     | 辻󠄀本貴則 | 11月11日        |
| 第18話 | そびえ立つ恐怖       | イルーゴ                                                  | 継田淳     | 越知靖   | 11月18日        |
| 第19話 | 光と炎               | ブルードゲバルガ イルーゴ                                 | 継田淳     | 越知靖   | 11月25日        |
| 第20話 | 虫の音の夜           | ズグガン                                                  | 根元歳三   | 武居正能 | 12月02日        |
| 第21話 | 天空の激戦           | デルタンダルB                                             | 根元歳三   | 武居正能 | 12月09日        |
| 第22話 | ソンポヒーロー       | レッドキング（二代目） ギガス ガンキリュウ                | 足木淳一郎 | 中川和博 | 12月16日        |
| 第23話 | ヴィジター99         | デルタンダル タガヌラー ヴァラロン                        | 小柳啓伍   | 中川和博 | 12月23日        |
| 第24話 | 第3波接近襲来        | ヴァラロン                                                | 小柳啓伍   | 田口清隆 | 2024年 01月13日 |
| 第25話 | 地球を抱くものたち   | ヴァラロン デマーガ ズグガン デルタンダル                 | 小柳啓伍   | 田口清隆 | 01月20日        |

| 話数        | サブタイトル         | 登場する怪獣                         | 構成       | 演出     | 初放送日        |
| ----------- | -------------------- | ------------------------------------ | ---------- | -------- | --------------- |
| 特別総集編1 | 巨大生物の正体を追え | 第1話 - 第5話に登場する怪獣          | 足木淳一郎 | 村上裕介 | 2023年 08月12日 |
| 特別総集編2 | ブレーザー電脳絵巻   | パグ げ〜どすくん もぐ〜じょんちゃん | 足木淳一郎 | 清洲昇吾 | 11月04日        |
| 特別総集編3 | パグのウルトラ談義   | パグ げ〜どすくん もぐ〜じょんちゃん | 足木淳一郎 | 清洲昇吾 | 2024年 01月06日 |

## 放送・配信
放送に先駆けるかたちで、ストーリー紹介がメインの特番『ウルトラマンブレーザー 直前スペシャル』が放送された。放送は2023年7月1日のテレビ東京系列をはじめ、新潟放送にて7月9日に放送された。本編は特別総集編を含めて、2023年7月から2024年1月までテレビ東京系列ほかにて放送された。
| 放送期間                                             | 放送時間                            | 放送局           | 対象地域       | 備考        |
| ---------------------------------------------------- | ----------------------------------- | ---------------- | -------------- | ----------- |
| 2023年7月8日 - 2024年1月20日                         | 土曜 9:00 - 9:30                    | テレビ東京       | 関東広域圏     | 製作局      |
|                                                      |                                     | テレビ北海道     | 北海道         |             |
|                                                      |                                     | テレビ愛知       | 愛知県         |             |
|                                                      |                                     | テレビ大阪       | 大阪府         |             |
|                                                      |                                     | テレビせとうち   | 岡山県・香川県 |             |
|                                                      |                                     | TVQ九州放送      | 福岡県         |             |
| 2023年7月16日 - 2024年2月4日                         | 日曜 5:35 - 6:05                    | 広島ホームテレビ | 広島県         |             |
| 2023年7月16日 - 2024年1月28日                        | 日曜 6:15 - 6:45                    | 新潟放送         | 新潟県         |             |
| 2023年7月30日 - 2024年2月11日                        | 日曜 5:20 - 5:50                    | 長野朝日放送     | 長野県         |             |
| 2023年8月6日 - 2024年3月3日                          | 日曜 5:30 - 6:00                    | 静岡第一テレビ   | 静岡県         | [ 注釈 10 ] |
| 2023年8月13日 - 2024年2月18日                        | 日曜 6:30 - 7:00                    | 石川テレビ       | 石川県         |             |
| 2023年8月20日 - 9月24日 2023年10月1日 - 2024年3月3日 | 日曜 6:00 - 6:30 日曜 6:15 - 6:45   | 琉球放送         | 沖縄県         |             |
| 2023年9月24日 - 2024年4月7日                         | 日曜 5:15 - 5:45                    | 宮崎放送         | 宮崎県         |             |
| 2023年10月1日 - 2024年4月28日                        | 日曜 1:28 - 1:58（土曜深夜）        | テレビユー福島   | 福島県         |             |
| 2023年11月3日 - 2024年3月29日 2024年4月5日 - 5月24日 | 金曜 17:25 - 17:55 金曜 7:00 - 7:30 | びわ湖放送       | 滋賀県         | [ 注釈 11 ] |
| 2023年11月21日 - 2024年6月4日                        | 火曜 17:00 - 17:30                  | テレビ和歌山     | 和歌山県       |             |
| テレビ東京系列全局では字幕放送・解説放送を実施。     |                                     |                  |                |             |

| 配信開始日                                                                                 | 配信時間                   | 配信サイト                                                                                             |
| ------------------------------------------------------------------------------------------ | -------------------------- | --- |
| 2023年7月8日                                                                               | 土曜 9:30 更新             | TSUBURAYA IMAGINATION ネットもテレ東 YouTube TVer                                                      |
| 2023年7月14日                                                                              | 金曜 0:00（木曜深夜） 更新 | U-NEXT [ 155 ] Hulu [ 156 ] バンダイチャンネル [ 157 ] ニコニコ動画 [ 158 ] FOD [ 159 ] DMM TV [ 160 ] |
| YouTubeにおいて、配信は円谷プロダクションのウルトラマン公式YouTubeチャンネルにて行われる。 |                            | |

## 映画
『ウルトラマンブレーザー THE MOVIE 大怪獣首都激突』は2024年2月23日に劇場公開された長編映画作品。
2023年11月25日に東京ドームシティで開催された「円谷プロダクション創立60周年記念 TSUBURAYA CONVENTION 2023 空想の力」の開幕を飾る「オープニングセレモニー」にて本作の公開決定が発表された。

### あらすじ
突如、怪獣たちが工業地帯に出現し、SKaRDとウルトラマンブレーザーが協力して戦い、これを撃破する。
SKaRDはこの工業地帯付近に怪獣の残骸の処理や研究を行う「ネクロマス社」の工場が存在することに着目し、同社のCEOを務めるマブセイチロウのもとを訪ねる。
だが、「宇宙の覇者」を名乗るダムノー星人によって、ネクロマス社の全システムが乗っ取られる。ダムノー星人は地球環境を汚染する「ダムドキシン」の開発を中止しろと迫る。
そして、タイムリミットを迎えたことで、ミサイル攻撃によって怪獣たちの細胞は培養されているポッドや、ダムドキシンのタンクが爆破されたことで、細胞とダムドキシンが融合して妖骸魔獣ゴンギルガンが誕生する。

### 登場人物（映画）
マブセ イチロウ
元帝都大学先進化学研究員教授で、怪獣の残骸の研究や処理を行う先進化学企業・ネクロマス社のCEO。目下生物細胞の不老不死を実現するナノマシン・ダムドキシンの研究を主導している。地球怪獣が同社の関連工場近辺に異常現出しているため、ゲントから話を聞かれる。妻を6年前に亡くし、男手一つでユウキを育てており、「理想の父親」として世間で認知されている。

マブセ ユウキ
小学生ながら生物の進化樹をバーチャル技術によって作り、国際科学コンテストで優勝するなど、非常に優秀なイチロウの一人息子。12歳。早くに母親を亡くしていることもあり、もっと父親と楽しく過ごしたいと思っている。

ニトウ
マブセの部下。ワンマンで厳しいマブセの経営ぶりに不興を買っている。

ゴウダ
防衛隊施設警備小隊隊長。ネクロマス社研究所の管理システムに不正アクセスされたため、SKaRDたちと激しく対立する。

### 登場怪獣・宇宙人（映画）
甲虫怪獣 タガヌラー
地底甲獣 ズグガン

幻影宇宙人 ダムノー星人
ネクロマス社のシステムを乗っ取り、ダムドキシンの即時開発中止を要求した宇宙の覇者を名乗る星人。地球侵略を目的としており、ネクロマス社が開発していたダムドキシンが地球環境を破壊することを危惧し、同社のシステムを乗っ取り、開発中止を要求する。直接SKaRDの前には現れようとしないが、意外な場所に潜伏していた。
- 『ブレーザー』の世界観では「そう簡単に宇宙人は地球の言葉を使えない」というのがあったため、「お約束」的にやっていた地球語を喋る宇宙人なのかと思わせてそうではなかったというのを狙ったという。

妖骸魔獣 ゴンギルガン
ネクロマス社の研究施設で、破壊したタンクから漏出したダムドキシンがさまざまな怪獣の細胞サンプルと融合・暴走して誕生した怪獣。唯一の弱点であるアンチダムドキシンを有するネクロマス社本社を目指して進撃する。その後、魂を欲して第2形態へと姿を変える。両目から伸びた触覚を発光・点滅させ、光線を全身から乱射する。脱着可能な両膝の突起部分を、手に持って剣や盾のように使うほか、光線を口から吐く。神倉市臨海工業地帯から千葉市方面と向かい国会議事堂が進路上にある都心部・霞ヶ関方面へと進路を変更する。
- デザインは武藤聖馬が担当。怪獣たちの破片と一種のナノマシンであるダムドキシンが集まって新怪獣が生まれるという設定だが、いわゆるタイラントのような各怪獣のパーツが集合した合体怪獣のようなものではなく、「怪獣らしさ」の構成要素が散りばめられている雑炊を「地獄の釜」で作るようなイメージとなっている。
- 理想の父親と世間では思われていたマブセが仕事ではパワハラをしており、愛する者のために理想に燃えて頑張っていたが、社会の闇にいつの間にか利用されていた男であり、それが子どもから見た「自分勝手な大人」の象徴ということで官公庁や国会議事堂を破壊したという。

### キャスト（映画）
- ヒルマ ゲント - 蕨野友也[163][164]
- アオベ エミ - 搗宮姫奈[163][164]
- ミナミ アンリ - 内藤好美[163][164]
- バンドウ ヤスノブ - 梶原颯[163][164]
- ナグラ テルアキ - 伊藤祐輝[163][164]
- マブセ イチロウ - 飯田基祐[163][164]
- ヒルマ サトコ - 岡野真也[163][164]
- ヒルマ ジュン - 岩川晴[163][164]
- マブセ ユウキ - 森島律斗[163][164]

### 声の出演（映画）
- アーくん - 石田彰[163][164]

### スタッフ（映画）
- 監修 - 塚越隆行[163]
- 監督 - 田口清隆[161]
- 脚本 - 中野貴雄[163]
- チーフプロデューサー - 北浦嗣巳[163]
- プロデューサー - 村山和之[163]
- 撮影 - 村川聡[163]
- 照明 - 小笠原篤志[163]
- 録音 - 星一郎[163]
- キャスティング - 島田和正[163]
- アクションコーディネイト - 寺井大介[163]
- VFX - 三輪智章[163]
- 音楽 - TECHNOBOYS PULCRAFT GREEN-FUND[163]
- ウルトラマンブレーザー特別編製作委員会[163]
- 配給 - バンダイナムコフィルムワークス[163]

### 音楽（映画）
「星と獣」
きただにひろしによる主題歌。作詞はシト（From ReReGRAPHICS）、作曲はきただにひろし、編曲は尾澤拓実（From ReReGRAPHICS）、コーラスはMindaRyn。

### 制作（映画）
劇場版を作ることは当初から決まっていたため、初期の段階からテレビシリーズの最終回ではゲントと他のSKaRD隊員たちとの関係性を変えないまま、物語を作るため、ゲントの「正体バレ」はやらないつもりであったという。
テレビシリーズの第1話を超えるようなことをするため、劇中で実在する有名な建物である国会議事堂を壊すこととなった。
本作の準備段階でもテレビシリーズ最終回の脚本を田口や小柳が練りに練っている最中で、このままでは破綻するという状況で、劇場版について田口が信頼していた中野貴雄に脚本を依頼したといい、宇宙からの侵略者の計画かと思ったら、実は異なっていたなどのアイデアを依頼したという。
テレビシリーズのロケハンで浄水場へ行った際に、タンクがたくさん並ぶ場所があり、『ブレーザー』の世界では、怪獣の破片などを回収して保管している場所が存在するはずであり、事故がそこで起こったら大変なのだろうと考えたという。
例年のようにゲストウルトラマンを出したとなると、そのウルトラマンが登場する理由などに本編の少なくとも3分の1くらいを、割かないといけないため、直近のヒーローであるウルトラマンデッカーを出すという方向性もあるが、『デッカー』と『ブレーザー』ではそもそもの世界観が異なり、映画自体が『デッカー』の話となる。ただ、最初から『ブレーザー』では新しいユニバースのウルトラマンをすると合意できていたため、劇場版の際にもそういった話にならなかったという。
また、テレビシリーズでは語られなかったブレーザー自体の謎の部分に迫る話にする、という方法論もあったが、ブレーザーを本作で初めて観る人もいることから、テレビシリーズをみていないと分からないことを掘り下げた映画にするよりは、本作だけでも楽しめる娯楽映画にすることとなった。

### ボイスドラマ（映画）
『ウルトラマンブレーザー THE MOVIE スペシャルボイスドラマ』
映画入場者特典『ブレーザーストーン 劇場限定ver.』封入の二次元コードより、TSUBURAYA IMAGINATIONで視聴可能なボイスドラマ、前編『首都直下撃滅作戦』。利用可能期間は2024年2月23日から2027年2月22日まで。同年3月1日より後編「SKaRDの燻される夜」が有料配信。
- 監督 - 田口清隆
- 脚本 - 小柳啓伍

出演
- 蕨野友也
- 搗宮姫奈
- 内藤好美
- 梶原颯
- 伊藤祐輝　
- 石田彰

| 話数     | サブタイトル      |
| -------- | ----------------- |
| 1 (前編) | 首都直下撃滅作戦  |
| 2 (後編) | SKaRDの燻される夜 |

## 他媒体展開

### 映像特典
『SKaRD休憩室』
『ウルトラマンブレーザー』Blu-ray BOXIIに収録の特典映像短編ドラマ。2023年12月22日には円谷プロダクションのウルトラマン公式YouTubeチャンネルおよびTSUBURAYA IMAGINATIONで第1話が先行配信された。
- 監督・編集 - 田口清隆
- 脚本 - 中野貴雄

| 話数  | サブタイトル               |
| ----- | -------------------------- |
| 第1話 | この体操は俺がやる         |
| 第2話 | 中途半端SOS                |
| 第3話 | スカードの母は太陽のように |
| 第4話 | 舞台恐怖症 突破せよ！      |
| 第5話 | サプライズ0指令            |

### Webムービー
ウルトラ情報発信部 / ゲントの報告
円谷プロダクションのウルトラマン公式YouTubeチャンネルにて2023年7月5日より配信のショート動画。
ゲントが教える「電光変身 DXブレーザーブレス」変身ナビ
バンダイの公式YouTubeチャンネルにて2023年7月4日に配信の変身講座。
テルアキ先生の「ブレーザーかいじゅうアカデミー」
円谷プロダクションのウルトラマン公式YouTubeチャンネルにて2023年11月5日より配信の、副隊長ナグラテルアキ（演：伊藤祐輝）による怪獣解説動画。怪獣1体ごとに動画を分割した怪獣別バージョンも配信されている。
| 話数  | サブタイトル                                                     | 配信日          |
| ----- | ---------------------------------------------------------------- | --------------- |
| 第1話 | 宇宙甲殻怪獣バザンガ / 深海怪獣ゲードス                          | 2023年 11月05日 |
| 第2話 | 甲虫怪獣タガヌラー / 軟体怪獣レヴィーラ                          | 11月12日        |
| 第3話 | 山怪獣ドルゴ / 熔鉄怪獣デマーガ&ベビーデマーガ                   | 11月19日        |
| 第4話 | オーロラ怪人カナン星人 / 天弓怪獣ニジカガチ                      | 11月26日        |
| 第5話 | ロボット怪獣ガラモン / 二次元怪獣ガヴァドン                      | 12月03日        |
| 第6話 | 宇宙侍ザンギル / 幻視怪獣モグージョン / 月光怪獣デルタンダル     | 12月10日        |
| 第7話 | 汚染獣イルーゴ / 宇宙汚染超獣ブルードゲバルガ / 地底甲獣ズグガン | 12月17日        |
| 第8話 | どくろ怪獣レッドキング / 冷凍怪獣ギガス / ????? (正体不明)       | 12月24日        |

### コミック
伊原しげかつによるコミカライズ版が小学館のWebサイト『てれびくん SUPER HERO COMICS』内で2023年9月より連載された。『てれびくん』2023年9月号では予告漫画が掲載。
2024年2・3月号には別冊付録としてオリジナルストーリー『ウルトラマンブレーザー 大決戦!!キング怪獣軍団』を掲載。キングゲスラ、キングザウルス三世、キングシルバゴン、キングジョーが登場する。
単行本はウルトラ怪獣シリーズのセミ人間オトノホシverと同梱した「セミ人間 オトノホシBOX」として、小学館公式総合通販サイトのLIFETUNES MALL限定で販売。上述の漫画本編全2話・予告漫画・オリジナルストーリーに加え、テレビシリーズ第9話「オトノホシ」のコミカライズが描き下ろしで掲載されている。

### ゲーム
『パズル&ドラゴンズ』
アプリゲーム。2023年7月24日より期間限定で登場。